# Rhombodera zhangi
Rhombodera zhangi es una especie de mantis de la familia Mantidae.

## Distribución geográfica
Se encuentra en la China.